# Ródžú
Ródžú (老中) byl titul obvykle překládaný jako „starší“ nebo „stařešina“. Samotný pojem ródžú může odkazovat na jednotlivce nebo i na skupinu.
Jednalo se o jeden z nejvyšších vládních postů šógunátu Tokugawa v období Edo. Ródžú stáli na vrcholu šógunátní struktury a obvykle tvořili radu (čtyř až šesti) významných rodových knížat, která se zabývala problémy celostátního významu včetně dohledu nad jednotlivými knížaty i císařským dvorem. Počet členů této „rady starších“ nebyl stálý, v období Edo se několikrát změnil. Ródžú byli jmenováni z řad tzv. fudai daimjó.

## Práva a povinnosti
Ródžú měl řadu pravomocí, které byly nejjasněji vymezeny v nařízení z roku 1634, jímž byla reorganizována vláda a vytvořena řada nových funkcí:
- Vztahy s císařem, dvorem a vysokými náboženskými představiteli.
- Dohled nad daimjó, kteří ovládali léno v hodnotě alespoň 10 000 koku.
- Správa úředních dokumentů a úřední komunikace.
- Dohled nad vnitřními záležitostmi šógunových území.
- Ražba mincí a veřejné práce.
- Vládní vztahy církví, dohled nad kláštery a svatyněmi.
- Zajišťování map, plánů a dalších vládních záznamů.

Jmenovaní ródžú nesloužili všichni současně, ale střídali se. Každý byl šógunovi k dispozici vždy jeden měsíc a komunikoval s ním prostřednictvím komorníka, zvaného soba-jónin. Ródžú však působili také jako členové rady Hjódžóšo (評定所), která plnila podobnou roli jako nejvyšší soud.
Za vlády Cunajoši Tokugawy ztratili ródžú téměř veškerou svou moc. Cunajoši totiž začal více spolupracovat s tairó, komořími a dalšími osobami (napřiklad s Jošijasu Janagisawa, který obdržel pravomoci na úrovni tairó, ale nikoli titul samotný). Ródžú se stali spíše posly, kteří plnili svou roli prostředníků mezi šógunem a dalšími úřady, ale neměli žádnou moc cokoliv měnit nebo rozhodovat. Jak napsal Hakuseki Arai: „Jediné, co ródžú dělali, bylo jen předávání jeho [Jošijasových] pokynů“. Po Cunajošiho smrti již ródžú svou dřívější moc nikdy nezískali. Nadále však po celé období Edo existovali jako vládní funkce i jako rada.